# Silene songarica
Silene songarica là loài thực vật có hoa thuộc họ Cẩm chướng. Loài này được (Fisch., C.A. Mey. & Avé-Lall.) Bocquet miêu tả khoa học đầu tiên năm 1967.